# 1964 год в кино

## Фильмы

### Мировое кино
- «Антисекс» /Controsesso, Италия-Франция (реж. Марко Феррери)
- «Большие гонки» /The Great Race, США (реж. Блейк Эдвардс)
- «Брак по-итальянски» /Matrimonio All’Italiana, Италия-Франция (реж. Витторио Де Сика)
- «Вечер трудного дня» /A Hard Day’s Night, Великобритания (реж. Ричард Лестер)
- «Взорвите банк» /Faites sauter la banque!, Франция-Италия (реж. Жан Жиро)
- «Гаучо» /Il Gaucho, Италия—Аргентина (реж. Дино Ризи)
- «Голдфингер»/Goldfinger, Великобритания (реж. Гай Хэмилтон)
- «Горгона» /The Gorgon, Великобритания (реж. Теренс Фишер)
- «Гробница Лигейи» /The Tomb of Ligeia, Великобритания (реж. Роджер Корман)
- «Две тысячи маньяков» /Two Thousand Maniacs!, США (реж. Хершил Гордон Льюис)
- «Дневник горничной» /Le Journal D’Une Femme De Chambre, Франция—Италия (реж. Луис Бунюэль)
- «Доктор Стрейнджлав, или Как я перестал бояться и полюбил бомбу» /Dr. Strangelove or: How I Learned to Stop Worrying and Love the Bomb, США (реж. Стэнли Кубрик)
- «Евангелие от Матфея» /Il Vangelo Secondo Matteo, документальный, Италия-Франция (реж. Пьер Паоло Пазолини)
- «Жандарм из Сен-Тропе» /Le Gendarme De Saint-Tropez), Франция (реж. Жан Жиро)
- «Женщина в песках» /砂の女, Япония (реж. Хироси Тэсигахара)
- «Женщина-демон» /鬼婆, Япония (реж. Канэто Синдо)
- «За пригоршню долларов» /Per un pugno di dollari, ФРГ—Италия—Испания (реж. Серджо Леоне)
- «Зло Франкенштейна» /The Evil of Frankenstein, Великобритания (реж. Фредди Фрэнсис)
- «Красная пустыня» /Il Deserto Rosso, Италия—Франция (реж. Микеланджело Антониони)
- «Марш на Дрину» /Марш на Дрину, Югославия (реж. Живорад Митрович)
- «Моя жена меня приворожила» /Bewitched, США (реж. Уильям Эшер).
- «Моя прекрасная леди» /My Fair Lady, США (реж. Джордж Кьюкор)
- «Мэри Поппинс» /Mary Poppins, США (реж. Роберт Стивенсон)
- «Нежная кожа» /La Peau Douce, Франция—Португалия (реж. Франсуа Трюффо)
- «Ночь игуаны» /The Night Of The Iguana, США (реж. Джон Хьюстон)
- «Обо всех этих женщинах» /För att inte tala om alla dessa kvinnor, Швеция (реж. Ингмар Бергман)
- «Охота на мужчину» /La Chasse à l’homme, Франция-Италия (реж. Эдуард Молинаро)
- «Перед революцией» /Prima Della Rivoluzione, Италия (реж. Бернардо Бертолуччи)
- «Посторонние» /Bande à part, Франция (реж. Жан-Люк Годар)
- «Прелюдия 11» /Preludio 11, Куба—ГДР (реж. Курт Метциг)
- «Проклятие гробницы мумии» /The Curse of the Mummy’s Tomb, Великобритания (реж. Майкл Каррерас)
- «Ростовщик» /The Pawnbroker, США (реж. Сидни Люмет)
- «Самый достойный» /The Best Man, США (реж. Франклин Шеффнер)
- «Соблазнённая и покинутая» /Sedotta E Abbandonata, Италия (реж. Пьетро Джерми)
- «Сто тысяч долларов на солнце» /Cent Mille Dollars Au Soleil, Франция-Италия (реж. Анри Верней)
- «Фантомас» /Fantômas, Франция—Италия (реж. Андрэ Юнебель)
- «Чёрный Пётр» /Černý Petr, Чехословакия (реж. Милош Форман)
- «Шербурские зонтики» /Les Parapluies de Cherbourg, Франция—ФРГ (реж. Жак Деми)
- «Шесть женщин для убийцы» /Sei donne per l’assassino, Франция-Италия-ФРГ-Монако (реж. Марио Бава)
- «Эмпайр» /Empire, документальный, США (реж. Энди Уорхол)

### Советское кино

#### Фильмы Азербайджанской ССР
- Волшебный халат (реж. Али-Саттар Атакишиев)
- Улдуз (реж. Ага-Рза Кулиев)
- Человек и цепи (реж. Кямиль Рустамбеков)

#### Фильмы Белорусской ССР
- «Криницы», (реж. Иосиф Шульман)
- «Москва — Генуя», (реж. Алексей Спешнев, Владимир Корш-Саблин и Павел Арманд)
- «Письма к живым», (реж. Валентин Виноградов)
- «Рогатый бастион», (реж. Пётр Василевский)
- «Через кладбище», (реж. Виктор Туров)

#### Фильмы Грузинской ССР
- «Законы гор», (реж. Николай Санишвили)
- «Отец солдата», (реж. Резо Чхеидзе)

#### Фильмы Литовской ССР
- «Девочка и эхо», (реж. Арунас Жебрюнас)

#### Фильмы РСФСР
- «Большая руда», (реж. Василий Ордынский)
- «Верьте мне, люди», (реж. Илья Гурин, Владимир Беренштейн, Леонид Луков)
- «Гамлет», (реж. Григорий Козинцев)
- «Государственный преступник», (реж. Николай Розанцев)
- «Гранатовый браслет», (реж. Абрам Роом)
- «Дайте жалобную книгу», (реж. Эльдар Рязанов)
- «Добро пожаловать, или Посторонним вход воспрещён», (реж. Элем Климов)
- «До свидания, мальчики!», (реж. Михаил Калик)
- «Донская повесть», (реж. Владимир Фетин)
- «Жаворонок», (реж. Никита Курихин, Леонид Менакер)
- «Женитьба Бальзаминова», (реж. Константин Воинов)
- «Живёт такой парень», (реж. Василий Шукшин)
- «Живые и мёртвые», (реж. Александр Столпер)
- «Жили-были старик со старухой», (реж. Григорий Чухрай)
- «Зайчик», (реж. Леонид Быков)
- «Застава Ильича», (реж. Марлен Хуциев)
- «Ко мне, Мухтар!», (реж. Семён Туманов)
- «Лёгкая жизнь», (реж. Вениамин Дорман)
- «Мать и мачеха», (реж. Леонид Пчёлкин)
- «Морозко», (реж. Александр Роу)
- «Непридуманная история», (реж. Владимир Герасимов)
- «Обыкновенное чудо», (реж. Эраст Гарин и Хеся Локшина)
- «Председатель», (реж. Алексей Салтыков)
- «Приходите завтра», (реж. Евгений Ташков)
- «Сказка о потерянном времени», (реж. Александр Птушко)
- «У твоего порога», (реж. Василий Ордынский)

#### Фильмы совместных производителей

##### Двух стран
- «Я — Куба», (совм. с ИКАИК[исп.] (Куба)) (реж. Михаил Калатозов)

#### Фильмы Украинской ССР
- «Сказка о Мальчише-Кибальчише», (реж. Евгений Шерстобитов)
- «Тени забытых предков», (реж. Сергей Параджанов)

## Лидеры проката
- «Живые и мёртвые» (2 серии), (режиссёр Александр Столпер) — 1 место, 41 500 000 + 40 300 000 зрителей
- «Тишина», (режиссёр Владимир Басов) — 8 место, 30 320 000 + 29 870 000 зрителей

## Персоналии

### Родились
- 7 января — Николас Кейдж — американский актёр

### Скончались
- 21 июня — Евгения Григорьевна Пырялова, советская актриса театра и кино.
- 7 октября — Бернхард Гёцке, немецкий киноактёр (родился 1884).
- 28 ноября — Роже Юбер, французский кинооператор (родился 1903).